# 캐슬바니아: 로즈 오브 섀도
《캐슬바니아: 로즈 오브 섀도》(Castlevania: Lords of Shadow)는 머큐리스팀이 제작하고 코나미가 배급한 액션 어드벤처 게임이다. 2010년 10월 5일 플레이스테이션 3 및 엑스박스 360으로 처음 출시됐고, 그 후 2013년 마이크로소프트 윈도우 버전이 발매됐다. 제작 컨셉에 코지마 프로덕션의 코지마 히데오가 참여하고 PC 이식에 클라이맥스 스튜디오스가 관여했다.
《캐슬바니아》의 세계관 리부트 작품으로, 주인공 가브리엘 벨몬트가 중세 남유럽에 드리운 악의 그림자 '로즈 오브 섀도'를 격퇴하고 아내를 부활시키기 위한 모험을 다뤘다. 게임플레이는 3D 그래픽을 무대로 한 핵 앤 슬래시가 중점이며, 적과 맞서 싸우고 게임 내 퍼즐을 풀어 진행하는 구조를 갖췄다.
《로즈 오브 섀도》는 발매 당시 언론으로부터 긍정적인 평가를 받았으나, 이전 《캐슬바니아》 시리즈와는 관련점이 미약하는 의견이 우세했다. 실제로 원래 초기에는 《캐슬바니아》와는 관계없는 별개의 게임으로 개발되고있었으나, 기존 《캐슬바니아》 시리즈과는 차별된 게임의 필요성으로 현재의 게임이 완성되게 됐다. 상업적 성공을 거둔 후 후속작 《캐슬바니아: 로즈 오브 섀도 - 미러 오브 페이트》와 《캐슬바니아: 로즈 오브 섀도 2》가 출시됐다.

## 평가
| 통합 점수      | 통합 점수                              |
| 통합사         | 점수                                   |
| -------------- | -------------------------------------- |
| 메타크리틱     | (PS3) 85/100 (X360) 83/100 (PC) 81/100 |
| 평론 점수      |                                        |
| 평론사         | 점수                                   |
| 1UP.com        | B                                      |
| CVG            | 9.2/10                                 |
| 에지           | 8/10                                   |
| 유로게이머     | 8/10                                   |
| G4             | 4/5                                    |
| 게임 인포머    | 9/10                                   |
| 게임스팟       | 7.5/10                                 |
| 게임스파이     | 4/5                                    |
| 게임스레이더+  | 9/10                                   |
| 게임트레일러스 | 7.9/10                                 |
| IGN            | 7.5/10                                 |
| OPM (UK)       | 9/10                                   |
| OXM (US)       | 9/10                                   |
| PSM3           | 94%                                    |
| VideoGamer.com | 9/10                                   |

| 수상                           | 수상                                                      |
| 평론사                         | 수상                                                      |
| ------------------------------ | --------------------------------------------------------- |
| GamesMaster                    | Gold Award                                                |
| Xbox World 360                 | Star Player Accolade                                      |
| Film Music Critics Association | Best Original Score for a Video Game or Interactive Media |